# Volta a Catalunya de 2001
La Volta a Catalunya de 2001 va ser 81a edició de la Volta Ciclista a Catalunya. Es disputà en 8 etapes del 21 al 28 de juny de 2001 amb un total de 1014,7 km. El vencedor final fou el basc Joseba Beloki de l'equip ONCE-Eroski per davant d'Igor González de Galdeano i Fernando Escartín.
Tampoc en aquesta edició es va poder aconseguir la participació dels grans estrelles del pilot. Ni Lance Armstrong, Jan Ullrich o Marco Pantani van venir.
El recorregut d'aquesta edició repetia el final dels últims anys amb la cronoescalada final a l'Alt de la Rabassa, normalment decisiu per la victòria final.
La cursa va ser dominada pels homes de l'ONCE-Eroski. A part de la victòria a la contrarellotge per equips de la primera etapa, només els seus corredors van vestir el mallot blanc-i-verd. Beloki, aconseguia la victòria final gràcies a l'última etapa. Una victòria important per afrontar el Tour de França d'aquell any.

## Etapes
| Etapa | Data       | Ciutats d'etapa                                           | km    | Vencedor de l'etapa     | Líder de la general             |
| ----- | ---------- | --------------------------------------------------------- | ----- | ----------------------- | ------------------------------- |
| 1a    | 21 de juny | Sabadell – Sabadell (CRE)                                 | 24,4  | ONCE-Eroski (ESP)       | Marcos Serrano (ESP)            |
| 2a    | 22 de juny | Sabadell – Blanes                                         | 173,5 | Max van Heeswijk (NED)  | Marcos Serrano (ESP)            |
| 3a    | 23 de juny | Blanes – L'Hospitalet de Llobregat                        | 148,6 | Romāns Vainšteins (LAT) | Santos González (ESP)           |
| 4a    | 24 de juny | Barcelona - Barcelona                                     | 115,8 | Joseba Beloki (ESP)     | Marcos Serrano (ESP)            |
| 5a    | 25 de juny | La Granada – Vila-seca                                    | 178,2 | Óscar Laguna (ESP)      | Marcos Serrano (ESP)            |
| 6a    | 26 de juny | Les Borges Blanques – Boí Taüll                           | 184,2 | Ivan Gotti (ITA)        | Igor González de Galdeano (ESP) |
| 7a    | 27 de juny | Taüll – Els Cortals d'Encamp (AND)                        | 176,1 | Daniele De Paoli (ITA)  | Igor González de Galdeano (ESP) |
| 8a    | 28 de juny | Sant Julià de Lòria (AND) – Alt de la Rabassa (AND) (CRI) | 13,9  | Joseba Beloki (ESP)     | Joseba Beloki (ESP)             |

### 1a etapa
21-06-2001: Sabadell – Sabadell, 24,4 km. (CRE):
|   | Equip              | Nacionalitat | Temps   |
| - | ------------------ | ------------ | ------- |
| 1 | ONCE-Eroski        | Espanya      | 25' 13" |
| 2 | Festina            | França       | + 47"   |
| 3 | Kelme-Costa Blanca | Espanya      | + 53"   |

|   | Ciclista              | Equip       | Temps   |
| - | --------------------- | ----------- | ------- |
| 1 | Marcos Serrano (ESP)  | ONCE-Eroski | 25' 13" |
| 2 | Santos González (ESP) | ONCE-Eroski | m. t.   |
| 3 | Jörg Jaksche (GER)    | ONCE-Eroski | m. t.   |

### 2a etapa
22-06-2001: Sabadell – Blanes, 173,5 km.:
|   | Ciclista               | Equip            | Temps      |
| - | ---------------------- | ---------------- | ---------- |
| 1 | Max van Heeswijk (NED) | Domo-Farm Frites | 4h 46' 48" |
| 2 | Danilo Hondo (GER)     | Telekom          | m. t.      |
| 3 | Sven Teutenberg (GER)  | Festina          | m. t.      |

|   | Ciclista                        | Equip       | Temps      |
| - | ------------------------------- | ----------- | ---------- |
| 1 | Marcos Serrano (ESP)            | ONCE-Eroski | 5h 12' 04" |
| 2 | Santos González (ESP)           | ONCE-Eroski | m. t.      |
| 3 | Igor González de Galdeano (ESP) | ONCE-Eroski | + 5"       |

### 3a etapa
23-06-2001: Blanes – L'Hospitalet de Llobregat, 148,6 km.:
|   | Ciclista                | Equip            | Temps      |
| - | ----------------------- | ---------------- | ---------- |
| 1 | Romāns Vainšteins (LAT) | Domo-Farm Frites | 3h 40' 05" |
| 2 | Sven Teutenberg (GER)   | Festina          | m. t.      |
| 3 | Lars Michaelsen (DEN)   | Team Coast       | m. t.      |

|   | Ciclista                        | Equip       | Temps      |
| - | ------------------------------- | ----------- | ---------- |
| 1 | Santos González (ESP)           | ONCE-Eroski | 8h 52' 09" |
| 2 | Marcos Serrano (ESP)            | ONCE-Eroski | m. t.      |
| 3 | Igor González de Galdeano (ESP) | ONCE-Eroski | + 5"       |

### 4a etapa
24-06-2001: Barcelona - Barcelona, 115,8 km.:
|   | Ciclista                             | Equip              | Temps      |
| - | ------------------------------------ | ------------------ | ---------- |
| 1 | Joseba Beloki (ESP)                  | ONCE-Eroski        | 2h 45' 15" |
| 2 | Óscar Sevilla (ESP)                  | Kelme-Costa Blanca | m. t.      |
| 3 | Miguel Ángel Martín Perdiguero (ESP) | Cantina Tollo      | + 3"       |

|   | Ciclista                        | Equip       | Temps       |
| - | ------------------------------- | ----------- | ----------- |
| 1 | Marcos Serrano (ESP)            | ONCE-Eroski | 11h 37' 27" |
| 2 | Igor González de Galdeano (ESP) | ONCE-Eroski | + 5"        |
| 3 | Joseba Beloki (ESP)             | ONCE-Eroski | + 6"        |

### 5a etapa
25-06-2001: La Granada – Vila-seca, 178,2 km.:
|   | Ciclista              | Equip                     | Temps      |
| - | --------------------- | ------------------------- | ---------- |
| 1 | Óscar Laguna (ESP)    | Colchón Relax-Fuenlabrada | 4h 24' 26" |
| 2 | Julian Dean (NZL)     | US Postal                 | + 10"      |
| 3 | Koos Moerenhout (NED) | Domo-Farm Frites          | + 13"      |

|   | Ciclista                        | Equip       | Temps       |
| - | ------------------------------- | ----------- | ----------- |
| 1 | Marcos Serrano (ESP)            | ONCE-Eroski | 16h 06' 53" |
| 2 | Igor González de Galdeano (ESP) | ONCE-Eroski | + 5"        |
| 3 | Joseba Beloki (ESP)             | ONCE-Eroski | + 6"        |

### 6a etapa
26-06-2001: Les Borges Blanques – Boí Taüll, 184,2 km.:
|   | Ciclista             | Equip                    | Temps      |
| - | -------------------- | ------------------------ | ---------- |
| 1 | Ivan Gotti (ITA)     | Alessio                  | 4h 58' 50" |
| 2 | Aitor Kintana (ESP)  | Jazztel-Costa de Almeria | + 5"       |
| 3 | Aitor González (ESP) | Kelme-Costa Blanca       | + 8"       |

|   | Ciclista                        | Equip              | Temps       |
| - | ------------------------------- | ------------------ | ----------- |
| 1 | Igor González de Galdeano (ESP) | ONCE-Eroski        | 21h 06' 07" |
| 2 | Aitor González (ESP)            | Kelme-Costa Blanca | + 34"       |
| 3 | Eladio Jiménez (ESP)            | iBanesto.com       | + 1' 00"    |

### 7a etapa
27-06-2001: Taüll – Els Cortals d'Encamps, 176,1 km.:
|   | Ciclista                | Equip                   | Temps      |
| - | ----------------------- | ----------------------- | ---------- |
| 1 | Daniele De Paoli (ITA)  | Mercatone Uno-Stream TV | 4h 47' 53" |
| 2 | Fernando Escartín (ESP) | Team Coast              | +1' 20"    |
| 3 | Joseba Beloki (ESP)     | ONCE-Eroski             | m. t.      |

|   | Ciclista                        | Equip              | Temps       |
| - | ------------------------------- | ------------------ | ----------- |
| 1 | Igor González de Galdeano (ESP) | ONCE-Eroski        | 26h 06' 05" |
| 2 | Joseba Beloki (ESP)             | ONCE-Eroski        | + 18"       |
| 3 | Aitor González (ESP)            | Kelme-Costa Blanca | + 24"       |

### 8a etapa
28-06-2001: Sant Julià de Lòria – Alt de la Rabassa, 13,9 km. (CRI):
|   | Ciclista                        | Equip       | Temps   |
| - | ------------------------------- | ----------- | ------- |
| 1 | Joseba Beloki (ESP)             | ONCE-Eroski | 33' 47" |
| 2 | Fernando Escartín (ESP)         | Team Coast  | +15"    |
| 3 | Igor González de Galdeano (ESP) | ONCE-Eroski | +55"    |

|   | Ciclista                        | Equip       | Temps       |
| - | ------------------------------- | ----------- | ----------- |
| 1 | Joseba Beloki (ESP)             | ONCE-Eroski | 26h 40' 14" |
| 2 | Igor González de Galdeano (ESP) | ONCE-Eroski | + 33"       |
| 3 | Fernando Escartín (ESP)         | Team Coast  | + 41"       |

## Classificació General
|    | Ciclista                        | Equip                     | Temps       |
| -- | ------------------------------- | ------------------------- | ----------- |
| 1  | Joseba Beloki (ESP)             | ONCE-Eroski               | 26h 40' 14" |
| 2  | Igor González de Galdeano (ESP) | ONCE-Eroski               | + 33"       |
| 3  | Fernando Escartín (ESP)         | Team Coast                | + 41"       |
| 4  | Aitor González (ESP)            | Kelme-Costa Blanca        | + 1' 44"    |
| 5  | Óscar Sevilla (ESP)             | Kelme-Costa Blanca        | + 3' 03"    |
| 6  | Eladio Jiménez (ESP)            | iBanesto.com              | + 3' 04"    |
| 7  | Haimar Zubeldia (ESP)           | Euskaltel-Euskadi         | + 3' 40"    |
| 8  | Marzio Bruseghin (ITA)          | iBanesto.com              | + 3' 57"    |
| 9  | Unai Osa (ESP)                  | iBanesto.com              | + 5' 11"    |
| 10 | Joan Antoni Flecha (ESP)        | Colchón Relax-Fuenlabrada | + 5' 28"    |

## Classificacions secundàries
|   | Ciclista               | Equip                   | Punts     |
| - | ---------------------- | ----------------------- | --------- |
| 1 | Félix Cárdenas (COL)   | Kelme-Costa Blanca      | 105 punts |
| 2 | Daniele De Paoli (ITA) | Mercatone Uno-Stream TV | 80 punts  |
| 3 | Joseba Beloki (ESP)    | ONCE-Eroski             | 46 punts  |

|   | Ciclista                 | Equip                     | Punts   |
| - | ------------------------ | ------------------------- | ------- |
| 1 | Carlos Golbano (ESP)     | Jazztel-Costa de Almeria  | 8 punts |
| 2 | César García Calvo (ESP) | Colchón Relax-Fuenlabrada | 7 punts |
| 3 | Ivan Gotti (ITA)         | Alessio                   | 4 punts |

|   | Ciclista                | Equip              | Punts    |
| - | ----------------------- | ------------------ | -------- |
| 1 | Joseba Beloki (ESP)     | ONCE-Eroski        | 74 punts |
| 2 | Aitor González (ESP)    | Kelme-Costa Blanca | 61 punts |
| 3 | Fernando Escartín (ESP) | Team Coast         | 54 punts |

|   | Equip              | Nacionalitat | Temps       |
| - | ------------------ | ------------ | ----------- |
| 1 | iBanesto.com       | Espanya      | 80h 06' 44" |
| 2 | ONCE-Eroski        | Espanya      | + 21"       |
| 3 | Kelme-Costa Blanca | Espanya      | + 3'59"     |

## Progrés de les classificacions
Aquesta taula mostra el progrés de les diferents classificacions durant el desenvolupament de la prova.
| Etapa (Guanyador)            | Classificació General     | Classificació de la Muntanya | Classificació per Punts | Classificació per equips |
| ---------------------------- | ------------------------- | ---------------------------- | ----------------------- | ------------------------ |
| 0Etapa 1 (CRE) (ONCE-Eroski) | Marcos Serrano            | no es repartiren punts       | no es repartiren punts  | ONCE-Eroski              |
| 0Etapa 2 (Max van Heeswijk)  | Marcos Serrano            | Fabio Roscioli               | Max van Heeswijk        | ONCE-Eroski              |
| 0Etapa 3 (Romāns Vainšteins) | Santos González           | Fabio Roscioli               | Sven Teutenberg         | ONCE-Eroski              |
| 0Etapa 4 (Joseba Beloki)     | Marcos Serrano            | Félix Cárdenas               | Sven Teutenberg         | ONCE-Eroski              |
| 0Etapa 5 (Óscar Laguna)      | Marcos Serrano            | Félix Cárdenas               | Sven Teutenberg         | Kelme-Costa Blanca       |
| 0Etapa 6 (CRI) (Ivan Gotti)  | Igor González de Galdeano | Félix Cárdenas               | Sven Teutenberg         | iBanesto.com             |
| 0Etapa 7 (Daniele De Paoli)  | Igor González de Galdeano | Félix Cárdenas               | Aitor González          | iBanesto.com             |
| 0Etapa 8 (Joseba Beloki)     | Joseba Beloki             | Félix Cárdenas               | Joseba Beloki           | iBanesto.com             |